# 1. československá fotbalová liga 1987/1988
1. československou ligu v sezóně 1987 – 1988 vyhrála TJ Sparta ČKD Praha.

## Tabulka ligy
| Poř. | Tým                                  | Z  | V  | R  | P  | VG | OG | B  |
| ---- | ------------------------------------ | -- | -- | -- | -- | -- | -- | -- |
| 1.   | TJ Sparta ČKD Praha                  | 30 | 22 | 5  | 3  | 82 | 22 | 49 |
| 2.   | ASVS Dukla Praha                     | 30 | 15 | 9  | 6  | 54 | 34 | 39 |
| 3.   | TJ DAC Polnohospodár Dunajská Streda | 30 | 13 | 9  | 8  | 39 | 36 | 35 |
| 4.   | TJ Baník Ostrava OKD                 | 30 | 13 | 8  | 9  | 49 | 40 | 34 |
| 5.   | TJ Sigma ZTS Olomouc                 | 30 | 12 | 8  | 10 | 50 | 46 | 32 |
| 6.   | SK Slavia IPS Praha                  | 30 | 12 | 7  | 11 | 49 | 45 | 31 |
| 7.   | TJ Plastika Nitra                    | 30 | 13 | 4  | 13 | 46 | 45 | 30 |
| 8.   | TJ Vítkovice                         | 30 | 11 | 7  | 12 | 49 | 45 | 29 |
| 9.   | ASVŠ Dukla Banská Bystrica           | 30 | 12 | 5  | 13 | 44 | 46 | 29 |
| 10.  | TJ Spartak TAZ Trnava                | 30 | 11 | 7  | 12 | 38 | 42 | 29 |
| 11.  | TJ Rudá hvězda Cheb                  | 30 | 9  | 11 | 10 | 31 | 36 | 29 |
| 12.  | TJ Bohemians ČKD Praha               | 30 | 13 | 3  | 14 | 41 | 54 | 29 |
| 13.  | TJ Inter ZŤS Slovnaft Bratislava     | 30 | 11 | 5  | 14 | 50 | 54 | 27 |
| 14.  | TJ Spartak Hradec Králové            | 30 | 8  | 11 | 11 | 32 | 52 | 27 |
| 15.  | TJ ZVL Žilina                        | 30 | 7  | 7  | 16 | 32 | 54 | 21 |
| 16.  | TJ Tatran Prešov                     | 30 | 3  | 4  | 23 | 29 | 64 | 10 |

## Soupisky mužstev

### TJ Sparta ČKD Praha
Jan Musil (1/0/0),
Jan Stejskal (29/0/13) –
Július Bielik (28/0),
Michal Bílek (29/4),
Ivan Čabala (27/8),
Daniel Drahokoupil (5/0),
Stanislav Griga (30/22),
Ivan Hašek (30/4),
Jozef Chovanec (30/12),
Josef Jarolím (17/1),
Vítězslav Lavička (15/4),
Stanislav Lieskovský (12/0),
Václav Němeček (30/12),
Petar Novák (10/1),
Jiří Novotný (1/0),
Jan Orgoník (9/1),
Horst Siegl (2/1),
Tomáš Skuhravý (28/11),
František Straka (23/0),
Petr Vrabec (19/0) –
trenér Václav Ježek, asistent Jozef Jarabinský

### ASVS Dukla Praha
Petr Kostelník (25/0/7),
Josef Novák (5/0/1) –
Aleš Bažant (19/1),
Günter Bittengel (28/2),
Marek Brajer (7/0),
Daniel Drahokoupil (16/0),
Dušan Fitzel (301),
Aleš Foldyna (14/3),
Pavel Karoch (25/3),
Josef Klucký (6/1),
Pavel Korejčík (27/12),
Petr Kostecký (17/1),
Tomáš Kříž (17/0),
Aleš Laušman (13/0),
Milan Luhový (30/24),
Jiří Němec (24/2),
Josef Novák (18/1),
Václav Pěcháček (7/0),
Petr Rada (30/2),
Lambert Šmíd (12/0),
Luboš Urban (5/0),
Jaroslav Vodička (4/0),
Prokop Výravský (1/0) –
trenér Jaroslav Jareš, asistent Jan Brumovský

### TJ DAC Poľnohospodár Dunajská Streda
Stanislav Vahala (30/0/10) –
Peter Bartoš (12/3),
Gabriel Bertalan (7/1),
Vladimír Brodzianský (9/0),
Peter Fieber (16/2),
Ján Hodúr (27/1),
Ján Kapko (22/0),
Petr Kašpar (21/1),
Tomáš Kosňovský (8/0),
Dušan Liba (29/5),
Juraj Majoroš (23/3),
Jozef Medgyes (29/2),
Peter Medgyes (12/0),
Tibor Mičinec (30/10),
Peter Michalec (8/0),
Jaroslav Nagy (18/3),
Rudolf Pavlík (30/2),
Tibor Szaban (15/0),
Július Šimon (4/0),
Peter Šoltés (28/6),
Lubomír Šrámek (9/0) −
trenér Karol Pecze, asistenti Dušan Abrahám a Justín Javorek

### TJ Baník Ostrava OKD
Luděk Mikloško (30/0/7) –
Václav Daněk (26/23),
Dušan Fábry (26/2),
Libor Fryč (10/0),
Oldřich Haluska (13/4),
Dušan Horváth (1/0),
Karel Kula (30/3),
Vlastimil Kula (2/0),
Radim Nečas (27/3),
Lubomír Odehnal (17/1),
Zbyněk Ollender (19/1),
Petr Ondrášek (15/2),
Miroslav Onufer (25/0),
Václav Pěcháček (4/0),
Roman Sialini (28/0),
Václav Smoček (15/1),
Ivo Staš (27/2),
Petr Škarabela (4/0),
Dušan Vrťo (16/1),
Petr Zajaroš (7/0),
Josef Zajíček (7/0),
Jiří Záleský (28/5) –
trenér Milan Máčala, asistent Jaroslav Gürtler

### TJ Sigma ZTS Olomouc
Jiří Doležílek (30/0/8) –
Miloš Beznoska (23/2),
Radek Drulák (29/19),
Jiří Fiala (4/0),
Pavel Hapal (24/3),
Slavomír Hodúl (8/0),
Jan Janošťák (19/0),
Pavel Jeřábek (3/1),
Leoš Kalvoda (29/0),
Roman Kocfelda (9/1),
Miroslav Kouřil (28/12),
Radoslav Látal (9/0),
Oldřich Machala (26/1),
Jiří Malík (24/0),
Jan Maroši (30/5),
Miroslav Mlejnek (24/3),
Petr Mrázek (9/0),
Vratislav Rychtera (2/0),
Roman Sedláček (23/4),
Libor Soldán (6/0),
Pavel Svoboda (5/0),
Jiří Vaďura (13/0),
Oto Vyskočil (7/0) –
trenér Jiří Dunaj, asistent Petr Uličný

### SK Slavia Praha IPS
Juraj Šimurka (15/0/3),
Milan Veselý (17/0/5) –
Miroslav Beránek (28/1),
Petr Čermák (7/0),
Bedřich Hamsa (28/0),
Miroslav Janů (27/5),
Jiří Jeslínek (27/5),
Josef Jinoch (2/0),
Ivo Knoflíček (28/11),
Luboš Kubík (17/7),
František Mysliveček (3/0),
Gustáv Ondrejčík (21/1),
Pavel Řehák (26/4),
Miroslav Siva (26/5),
Milan Šimůnek (24/2),
Lubomír Šrámek (2/0),
Marián Takáč (23/2),
Michal Váňa (13/4),
František Veselý (8/3),
Bohuš Víger (25/0),
Radek Zálešák (10/0),
Robert Žák (21/3) –
trenér Tomáš Pospíchal, asistenti Vlastimil Petržela a Miroslav Starý

### TJ Plastika Nitra
Ladislav Molnár (1/0/0),
Ivan Ondruška (2/0/1),
Peter Palúch (27/0/10) –
Marián Bochnovič (4/0),
Dušan Borko (13/6),
Jozef Czuczor (7/1),
Jaroslav Dekýš (17/2),
Eduard Gajdoš (29/8),
František Halás (15/6),
Ján Harbuľák (22/1),
Jozef Hepner (7/0),
Karol Herák (7/1),
Michal Hipp (28/2),
Kamil Chatrnúch (28/2),
Róbert Jež (26/5),
Ľubomír Kollár (5/1),
Milan Lednický (14/3),
Ľubomír Mihok (30/1),
Marek Mikuš (8/0),
Juraj Molnár (30/2),
Ľubomír Moravčík (24/3),
Milan Rimanovský (5/0),
Marián Süttö (13/1),
Vladimír Včelka (1/0),
Viliam Vidumský (23/0) –
trenér Kamil Majerník, asistent Ivan Horn

### TJ Vítkovice
Adrián Hubek (2/0/0),
Jan Šráček (1/0/0),
Jaroslav Zápalka (28/0/6) –
Jiří Bartl (28/6),
Stanislav Dostál (28/6),
Miroslav Dunčko (9/0),
Alois Grussmann (30/6),
Pavel Harazim (4/0),
Roman Hon (8/0),
Zbyněk Houška (22/8),
Miroslav Chmela (25/3),
Rostislav Jeřábek (6/3),
Miroslav Kadlec (28/2),
Miroslav Karas (13/0),
Bohuš Keler (13/0),
Luděk Kovačík (22/7),
Ivo Králík (6/0),
Jindřich Kušnír (9/0),
Ivan Panáč (11/0),
Vlastimil Stařičný (18/0),
Oldřich Škarecký (24/0),
Jiří Šourek (18/1),
Alojz Špak (4/0),
Lubomír Vlk (29/7) –
trenér Ivan Kopecký, asistent Oldřich Sedláček, v průběhu jara Milan Lišaník

### ASVŠ Dukla Banská Bystrica
Vladimír Hrubjak (5/0/0),
Anton Jánoš (16/0/5),
Marián Magdolen (11/0/4) –
Stanislav Baláž (30/3),
Peter Baumgartner (5/0),
Miroslav Bažík (12/0),
Jaroslav Bodnár (1/0),
Gabriel Boroš (7/0),
Pavol Diňa (30/16),
Tadeáš Gajger (5/0),
Vladimír Gombár (29/7),
Pavol Gostič (15/3),
Peter Halaj (7/1),
Miroslav Chvíla (6/0),
Ján Kocian (30/1),
Ľubomír Luhový (12/3),
Maroš Mikuš (15/1),
Miroslav Miškuf (3/0),
Milan Nemec (28/6),
Ľubomír Pauk (29/0),
Roman Pivarník (4/0),
Igor Popovec (5/0),
Vladimír Sivý (29/0),
Miloš Targoš (15/0),
Ján Tršo (6/0),
Milan Uhlík (6/0),
Jozef Valkučák (16/1) −
trenér Anton Dragúň, asistent Pavol Hudcovský

### TJ Spartak TAZ Trnava
Bohumil Ecker (3/0/1),
Pavol Gábriška (1/0/0),
Vlastimil Opálek (27/0/9) –
Branislav Baláž (1/0),
Vladimír Bechera (6/0),
Attila Belanský (17/4),
Marián Brezina (17/3),
František Broš (26/3),
Alexander Cabaník (29/0),
Viliam Duchoň (13/0),
Vladimír Ekhardt (25/2),
Libor Fašiang (30/0),
Zdenko Frťala (1/0),
Ján Gabriel (25/2),
Ivan Hucko (29/4),
Jaroslav Hutta (27/4),
Igor Klejch (30/12),
František Klinovský (30/3),
Marián Kopčan (16/0),
Milan Malatinský (4/0),
Peter Slovák (9/0),
Ján Solár (16/0),
Marián Vasiľko (2/0) –
trenér Stanislav Jarábek, asistent Ladislav Kuna

### TJ Rudá Hvězda Cheb
Jiří Krbeček (28/0/9),
Luboš Přibyl (4/0/0) –
Milan Frýda (16/2),
Pavel Harazim (3/0),
Július Chlpík (20/1),
Jiří Kabyl (1/0),
Róbert Kafka (30/8),
Zdeněk Klucký (24/0),
Luděk Kokoška (1/0),
Milan Kolouch (8/0),
Zdeněk Koukal (8/1),
Jozef Krivjančin (23/0)
Pavel Kuka (14/3),
Milan Lindenthal (18/6),
Marcel Litoš (30/1),
Rudolf Muchka (23/1),
Petr Pecka (5/0),
Marián Prusák (21/2),
Petr Remeš (29/1),
Roman Sokol (27/0),
Miroslav Siva (30/6),
Jan Sopko (1/0),
Milan Svojtka (8/0),
Jaroslav Šilhavý (25/1),
Pavel Vandas (22/4) –
trenér Michal Jelínek, asistenti Otakar Dolejš a Jiří Tichý

### TJ Bohemians ČKD Praha
Pavel Herda (10/0/1),
Zdeněk Hruška (16/0/5),
Milan Švenger (4/0/0) –
Miloš Belák (28/5),
Libor Bilas (13/2),
Libor Čihák (3/0),
Petr Holota (20/1),
Vladimír Hruška (26/4),
Pavel Chaloupka (26/14),
Petr Janečka (8/1),
Jaroslav Jeřábek (1/0),
Stanislav Levý (24/1),
Tomáš Matějček (26/1),
Vítězslav Mojžíš (16/3),
Miloš Slabý (18/2),
Zdeněk Ščasný (21/0),
Milan Škoda (12/0),
Alojz Špak (12/2),
Jiří Tymich (23/0),
Zdeněk Válek (21/3),
Petr Videman (6/0),
Josef Vinš (12/0),
Peter Zelenský (20/0),
Karel Žárský (13/0) –
trenér Dušan Uhrin, asistent Ladislav Ledecký

### TJ Inter ZŤS Slovnaft Bratislava
Jozef Hroš (20/0/1),
Miroslav Mentel (10/0/2) –
Milan Bagin (30/0),
Karol Brezík (28/18),
Vladimír Brodzianský (7/0),
Peter Fieber (13/1),
Kazimír Gajdoš (14/0),
Tibor Chovanec (11/0),
Marián Kopča (4/0),
Rudolf Kramoliš (29/9),
Milan Krupčík (16/0),
Ľudovít Lancz (27/2),
Ján Lehnert (22/6),
Stanislav Moravec (27/4),
Lubomír Pokluda (23/4),
Rudolf Rehák (14/0),
Ján Richter (22/2),
Rafael Tománek (3/0),
Ivan Vrabec (3/0),
Vladimír Weiss (26/4),
Ľubomír Zrubec (12/0) –
trenér Karol Kögl (1.–25. kolo) a Vladimír Hrivnák (26.–30. kolo), asistent Vladimír Hrivnák (1.–25. kolo) a Jaroslav Červeňan (26.–30. kolo)

### Spartak ZVÚ Hradec Králové
Luděk Jelínek (24/0/5),
Jan Vojnar (1/0/0),
Zdeněk Votruba (5/0/2) –
Pavel Bergman (2/0),
Jiří Časko (29/11),
Pavel Černý (16/1),
Miloslav Denk (26/3),
Pavel Dlouhý (27/1),
Jiří Doležal (22/2),
Vladimír Filo (16/2),
Bořek Grossmann (1/0),
Lumír Havránek (16/0),
Radomír Hrubý (6/0),
Vratislav Chaloupka (28/7),
Aleš Javůrek (13/0),
Petr Jirásko (7/0),
Rostislav Macháček (30/0),
Miloš Mejtský (23/4),
Vladimír Mráz (27/0),
Gabriel Németh (3/0),
Karel Pacák (4/0),
Richard Polák (28/3),
Josef Pospíšil (4/0),
Josef Ringel (23/1),
Aleš Vaněček (11/0) –
trenér Rudolf Šindler (od 1. 1. 1988 Milan Šmarda), asistent Milan Šmarda (od 1. 1. 1988 Ladislav Škorpil)

### TJ ZVL Žilina
Jaroslav Fridrich (7/0/0),
Miloš Juhás (12/0/4),
Marián Vraštiak (13/0/2) –
Peter Bárka (29/3),
Vladimír Goffa (9/0),
Dušan Horváth (16/3),
Viliam Hýravý (30/6),
Vladimír Kinier (27/2),
Jaroslav Kostoláni (22/0),
Eduard Kováč (22/3),
Miroslav Kovanič (7/1),
Vlastimil Kula (10/0),
Miroslav Mikolaj (20/0),
Felix Mišutka (13/1),
Roman Slaný (20/2),
Pavol Strapáč (8/0),
Jaroslav Šebík (15/6),
Ivan Šimček (23/2),
Roman Turček (14/0),
Miroslav Turianik (10/0),
Marián Valach (19/0),
Marián Varga (28/3),
Ľuboš Zuziak (12/0) –
trenér Albert Rusnák (1.–21. kolo), Vladimír Židek (22.–30. kolo), asistent Vladimír Židek

### TJ Tatran Prešov
Ivo Kopka (10/0/2),
Karol Korpáš (13/0/1),
Pavel Průša (8/0/1) –
Ján Baloga (13/0),
Ľubomír Bednár (11/0),
František Buzek (7/1),
Petr Čmilanský (27/0),
Miroslav Fabián (26/2),
Jaroslav Galko (19/2),
Vladimír Gombár (25/4),
Ján Grňa (14/1),
Jozef Kostelník (3/0),
Miroslav Labun (21/0),
Jozef Lehocký (2/0),
Igor Madár (21/0),
Rudolf Matta (26/3),
Ján Molka (17/4),
Stanislav Poláček (8/0),
Jaroslav Rybár (23/5),
Štefan Saxa (10/1),
Pavol Stričko (14/1),
Ľuboš Štefan (29/1),
Jozef Talášek (26/0),
Marián Tomčák (29/7),
Štefan Tóth (8/1) –
trenér Peter Majer, od 1. 1. 1988 Juraj Mihalčin, asistent Eduard Čabala